# メサコン酸
メサコン酸（メサコンさん、Mesaconic acid）は、クエン酸から得られるいくつかのカルボン酸の異性体の一つである。最近の研究で、この物質はフマル酸の還元反応に拮抗的阻害を及ぼすことが明らかになった。

## 歴史
この酸はオランダの化学者：ヤコブス・ヘンリクス・ファント・ホッフによって1874年に初めて研究がなされた。後に、アメリカの生化学者：H.A.バーカーらのチームによって1950年にクロストリジウム・テタノモルフムというバクテリアの発酵からこの酸が単離された。さらなる研究で、彼らはこの有機化合物がビタミンB12補酵素の合成に関わっていることを発見した。